# Mistrzostwa Europy w Kajakarstwie 1961
6. Mistrzostwa Europy w kajakarstwie odbyły się w 1961 w Poznaniu.
Rozegrano 13 konkurencji męskich i 3 kobiece. Mężczyźni startowali w kanadyjkach jedynkach (C-1) i dwójkach (C-2) oraz w kajakach jedynkach (K-1), dwójkach (K-2) i czwórkach (K-4), zaś kobiety w kajakach jedynkach i dwójkach.  Po raz pierwszy rozegrano wyścig K-4 kobiet na 500 metrów.
Pierwsze miejsce w klasyfikacji medalowej wywalczyli reprezentanci Związku Radzieckiego.
Kolejne mistrzostwa Europy w 1963 były jednocześnie mistrzostwami świata.

## Medaliści

### Mężczyźni

#### Kanadyjki
| Konkurencja: | Złoto:                                        | Rezultat | Srebro:                                       | Rezultat | Brąz:                                        | Rezultat |
| C-1 1000 m   | Andrij Chimicz                                | 4:36,0   | Ove Emanuelsson                               | 4:37,4   | Witalij Gałkow                               | 4:38,5   |
| C-1 10 000 m | János Parti                                   | 53:14,0  | Tibor Polakovič                               | 53:23,6  | Andrij Chimicz                               | 53:37,5  |
| C-2 1000 m   | Rumunia · Achim Sidorov · Alexe Iacovici      | 4:05,9   | ZSRR · Stiepan Oszczepkow · Aleksandr Siłajew | 4:06,6   | Węgry · Gábor Máthé · Oszkár Faix            | 4:06,6   |
| C-2 10 000 m | ZSRR · Leonid Giejsztor · Siergiej Makarienko | 47:42,8  | ZSRR · Stiepan Oszczepkow · Aleksandr Siłajew | 48:24,3  | Rumunia · Mihai Somovschi · Lavrente Calinov | 48:33,8  |

#### Kajaki
| Konkurencja:  | Złoto:                                                                      | Rezultat | Srebro:                                                                         | Rezultat | Brąz:                                                                       | Rezultat |
| K-1 500 m     | Aurel Vernescu                                                              | 1:49,1   | Erik Hansen                                                                     | 1:49,3   | Vasilie Nicoară                                                             | 1:50,2   |
| K-1 1000 m    | Carl von Gerber                                                             | 4:12,6   | Vasilie Nicoară                                                                 | 4:13,5   | Erik Hansen                                                                 | 4:14,8   |
| K-1 10 000 m  | Fritz Briel                                                                 | 46:03,3  | Stig Andersson                                                                  | 46:06,6  | Anton Geurts                                                                | 45:12,9  |
| K-1 4 × 500 m | RFN · Friedhelm Wentzke · Heinz Büker · Fritz Briel · Paul Lange            | 8:30,5   | Węgry · Imre Kemecsey · György Mészáros · Imre Szöllősi · László Fábián         | 8:39,5   | NRD · Günter Perleberg · Wolfgang Lange · Siegfried Roßberg · Dieter Krause | 8:40,3   |
| K-2 500 m     | Rumunia · Nicolai Artimov · Andrei Conţolenco                               | 1:43,0   | Polska · Stefan Kapłaniak · Władysław Zieliński                                 | 1:43,5   | Węgry · György Mészáros · András Szente                                     | 1:45,2   |
| K-2 1000 m    | Węgry · Imre Szöllősi · László Fábián                                       | 3:42,1   | Węgry · György Mészáros · András Szente                                         | 3:44,2   | NRD · Wolfgang Niedrig · Günter Holzvoigt                                   | 3:44,4   |
| K-2 10 000 m  | Węgry · Imre Szöllősi · László Fábián                                       | 42:20,6  | RFN · Erich Suhrbier · Siegfred Brzoska                                         | 42:47,5  | ZSRR · Igor Pisariew · Ibragim Chasanow                                     | 42:49,0  |
| K-4 1000 m    | NRD · Wolfgang Lange · Dieter Krause · Siegfried Roßberg · Günter Perleberg | 3:15,2   | ZSRR · Boris Byrdin · Wołodar Zwiozdkin · Anatolij Griszyn · Konstantin Nazarow | 3:17,1   | Węgry · Imre Kemecsey · György Mészáros · László Nagy · András Szente       | 3:17,5   |
| K-4 10 000 m  | Węgry · János Petroczy · János Urányi · Andras Sovan · György Czink         | 38:29,8  | ZSRR · Boris Byrdin · Wołodar Zwiozdkin · Anatolij Griszyn · Konstantin Nazarow | 38:41,9  | RFN · Heinz Ackers · Georg Lietz · Peter Ackers · Hubert Birgels            | 38:42,3  |

### Kobiety

#### Kajaki
| Konkurencja: | Złoto:                                                                                  | Rezultat | Srebro:                                                       | Rezultat | Brąz:                                                             | Rezultat |
| K-1 500 m    | Antonina Sieriedina                                                                     | 2:09,4   | Nina Gruzincewa                                               | 2:11,0   | Else-Marie Lindmark                                               | 2:12,2   |
| K-2 500 m    | ZSRR · Nina Gruzincewa · Ludmiła Chwiedosiuk                                            | 1:57,7   | ZSRR · Antonina Sieriedina · Lubow Siniczkina                 | 1:58,6   | Węgry · Klára Bánfalvi · Vilma Egresi                             | 2:04,2   |
| K-4 500 m    | ZSRR · Ludmiła Chwiedosiuk · Nadieżda Lewczenko · Antonina Sieriedina · Nina Gruzincewa | 1:44,3   | ZSRR · Peterson · Lubow Siniczkina · Grigorjewa · Klimaczkowa | 1:47,5   | Węgry · Klára Bánfalvi · Vilma Egresi · Sára Bella · Anikó Balogh | 1:51,1   |

## Klasyfikacja medalowa
| Miejsce | Państwo        | Złoto | Srebro | Brąz | Razem |
| ------- | -------------- | ----- | ------ | ---- | ----- |
| 1       | ZSRR           | 5     | 7      | 3    | 15    |
| 2       | Węgry          | 4     | 2      | 5    | 11    |
| 3       | Rumunia        | 3     | 1      | 2    | 6     |
| 4       | RFN            | 2     | 1      | 1    | 4     |
| 5       | Szwecja        | 1     | 2      | 1    | 4     |
| 6       | NRD            | 1     | 0      | 2    | 3     |
| 7       | Dania          | 0     | 1      | 1    | 2     |
| 8       | Czechosłowacja | 0     | 1      | 0    | 1     |
| 8       | Polska         | 0     | 1      | 0    | 1     |
| 10      | Holandia       | 0     | 0      | 1    | 1     |
|         | Razem          | 16    | 16     | 16   | 48    |